# Darlington Omodiagbe
Darlington Omodiagbe (Warri, 1978. július 2. –) nigériai labdarúgó, a német SV Wacker Burghausen középpályása.